# La France (rose)
Pour les articles homonymes, voir France (homonymie).
'La France' est le nom d'un cultivar de rosier créé en 1867 par un rosiériste français de Lyon, Jean-Baptiste Guillot (1803-1882), dit Guillot fils. Ce cultivar est généralement considéré comme le premier hybride de thé au monde et marque le passage entre deux époques, celles des roses anciennes et celle des roses modernes.

## Description
C'est un rosier buisson d'une hauteur de 60 à 100 cm, aux grandes fleurs doubles (60 pétales) de couleur rose plus brillante sur le revers des pétales.
Cet hybride est le résultat d'un croisement accidentel entre un hybride remontant, 'Madame Victor Verdier', et un rosier thé, 'Madame Bravy' ou 'Madame Falcot', d'où l'appellation d'hybride de thé. 
Ce nouveau rosier associe la floraison abondante et remontante des hybrides remontants, caractère hérité des rosiers de Chine, et la beauté et l'élégance des fleurs et du feuillage des rosiers thé.

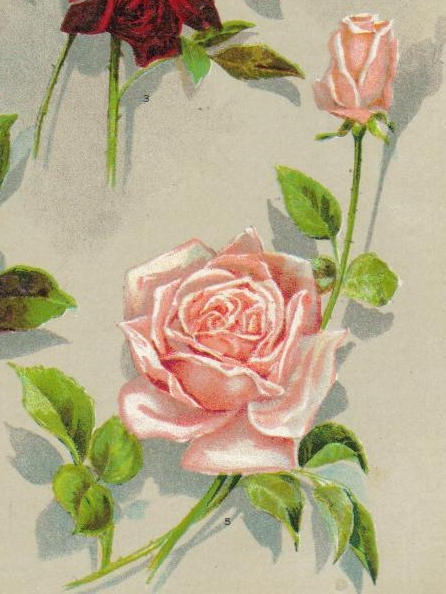
Peinture de la rose 'La France' dans la New International Encyclopedia (1902).
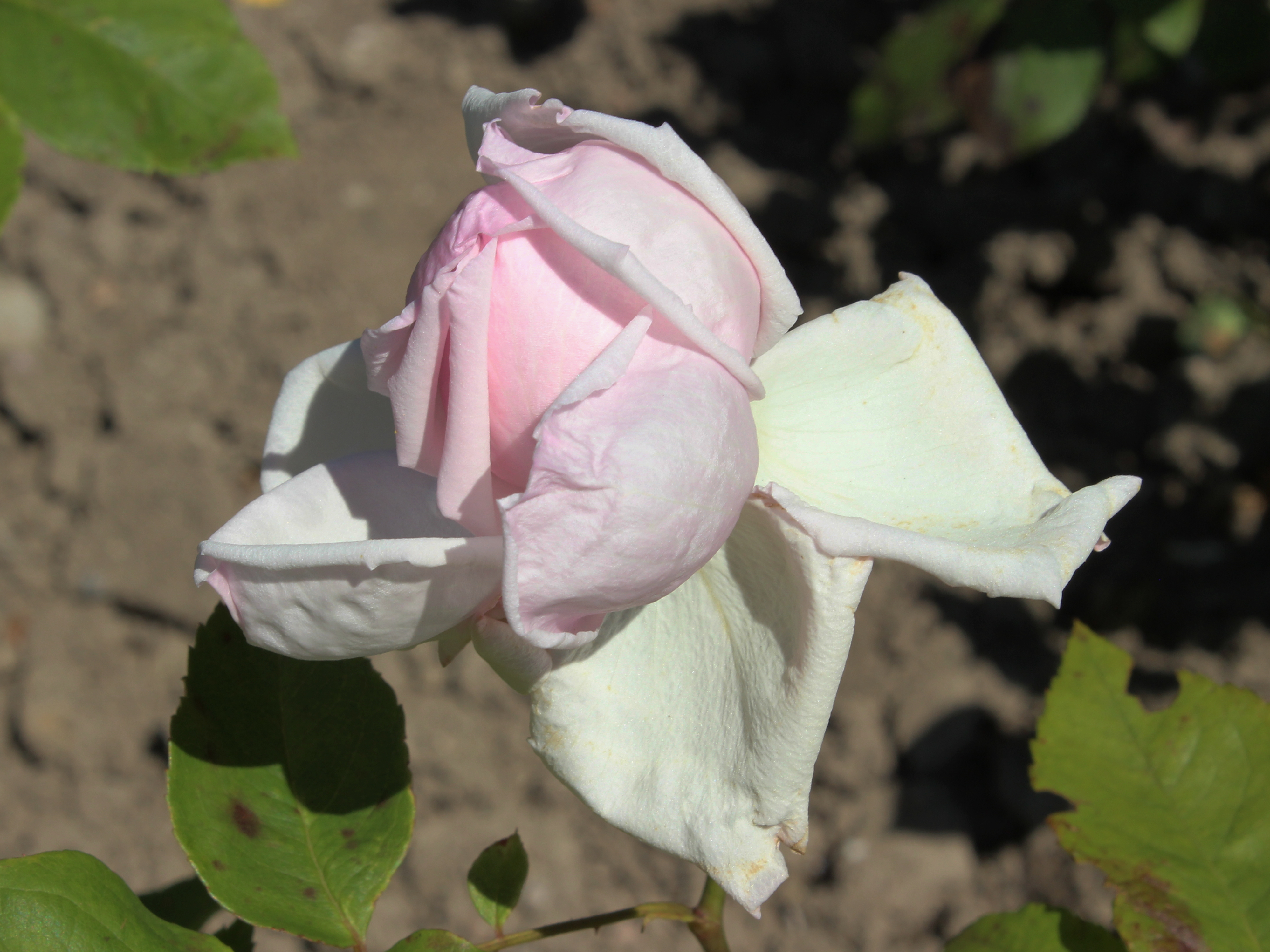
Rose 'La France' de la roseraie de Baden (Autriche) dans le Doblhoffpark.
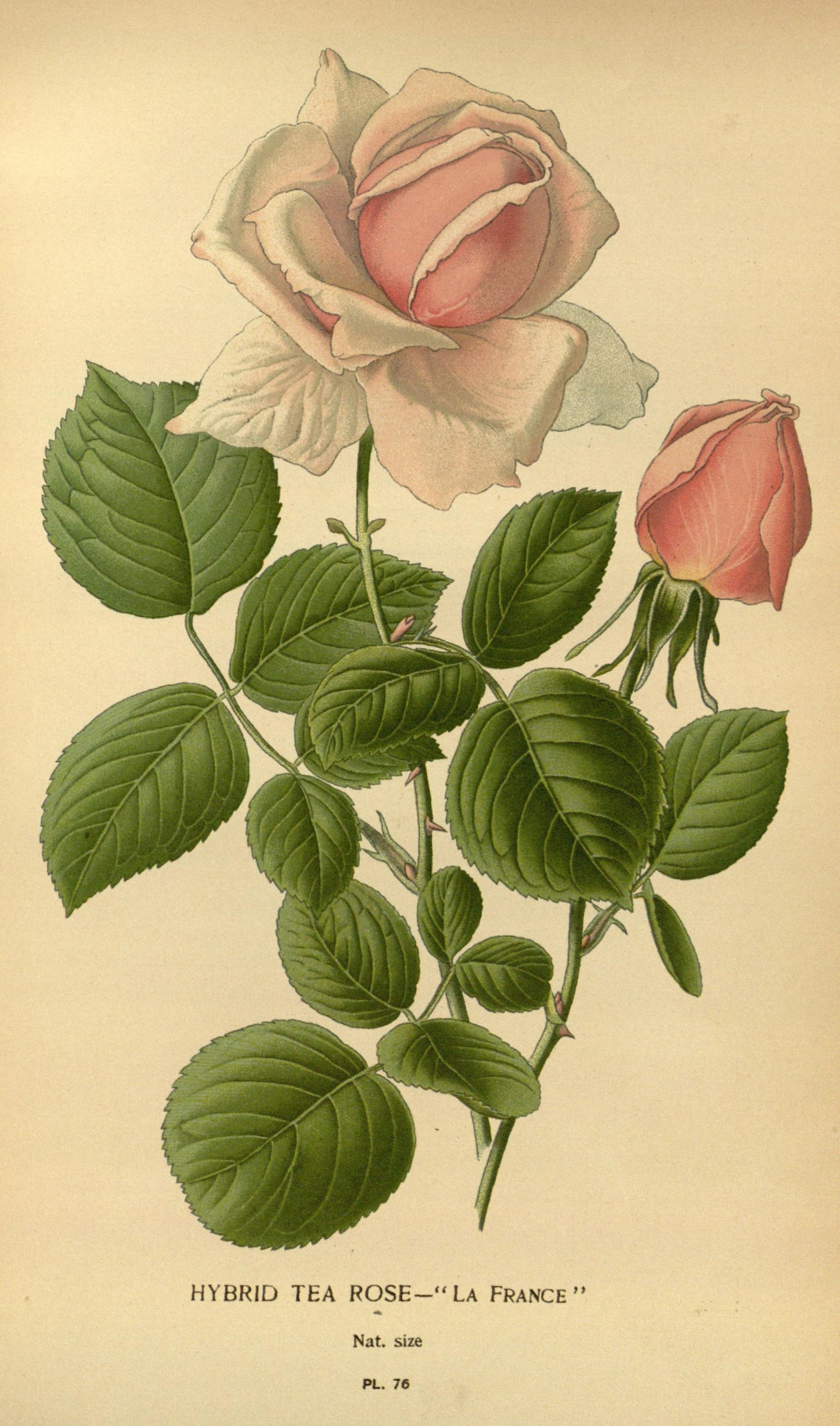
'La France' in Favourite flowers of garden and greenhouses

## Descendance
Parmi sa descendance, l'on peut noter la rose 'Mrs W. J. Grant' (Dickson, 1895) par croisement avec 'Lady Mary Fitzwilliam' (Bennett, 1882) ; 'Principessa di Napoli' (Lodi, 1897), par croisement avec 'Capitaine Christy' (Lacharme, 1873) ; et la rose 'Marquise de Ganay' (Guillot, 1909), par croisement avec 'Liberty' (Dickson, 1900).